# Tendai Chimusasa
Tendai Chimusasa (Nyanga, 28 januari 1971) is een voormalige Zimbabwaanse langeafstandsloper. Hij nam driemaal deel aan de Olympische Spelen, maar won hierbij geen medailles. Met name bij Duitse wegwedstrijden was hij succesvol.

## Loopbaan
Chimusasa won in 1992 de halve marathon van Lissabon en schreef tweemaal de 25 km van Berlijn op zijn naam, te weten in 1993 en 1994. In 1994 won hij tevens een zilveren medaille op de 10.000 m tijdens de Gemenebestspelen en in 1995 won hij de Route du Vin in 1:00.26. In 1996 won hij brons op het wereldkampioenschap halve marathon.
Chimusasa was in 1998 de snelste op de marathon van Hamburg in 2:10.57, zijn persoonlijke record. In hetzelfde jaar won hij de marathon van Frankfurt en werd hij achtste op het wereldkampioenschap halve marathon. In 2000 finishte hij als negende op de olympische marathon tijdens de Olympische Spelen van Sydney en werd hij tweede op de marathon van Hamburg. Ook zegevierde hij bij de Luzerner Stadloop. In 2001 werd hij tweede op de marathon van Keulen en won hij de Bietigheimer Silvesterloop.

## Persoonlijke records
Baan
| Onderdeel | Prestatie | Datum        | Plaats   |
| --------- | --------- | ------------ | -------- |
| 5000 m    | 13.29,46  | 9 juni 1993  | Arnsberg |
| 10.000 m  | 27.57,84  | 20 juni 1993 | Hengelo  |

Weg
| Onderdeel      | Prestatie | Datum             | Plaats         |
| -------------- | --------- | ----------------- | -------------- |
| 5 Eng. mijl    | 22.34     | 15 juni 2002      | Borgholzhausen |
| 10 km          | 27.37     | 25 april 1993     | Würzburg       |
| halve marathon | 1:00.26   | 24 september 1995 | Grevenmacher   |
| marathon       | 2:10.57   | 19 april 1998     | Hamburg        |

## Palmares

### 5000 m
- 1992: 7e in serie OS - 13.50,16
- 1993:  Reebok Classic - 13.31,57
- 1993:  Arnsberg - 13.29,46
- 1994:  Reebok Classic - 13.36,75
- 1994: 1e in serie Gemenebestspelen - 13.47,88

### 10.000 m
- 1992: 18e in serie OS - 29.17,26
- 1993:  Adriaan Paulen Memorial in Hengelo - 27.57,84
- 1993: 13e in serie WK - 28.57,68
- 1994:  Gemenebestspelen - 28.47,72
- 1997: 15e WK - 28.55,29 (in serie 28.14,03)
- 1998:  Duitse kamp. in Lindau/Bodensee - 28.37,05

### 10 km
- 1993:  Würzburger Residenzlauf - 27.37
- 1993:  São Silvestre de Luanda - onbekend
- 1994:  Paderborner Osterlauf - 29.05
- 1994:  São Silvestre de Luanda -
- 1995:  Paderborner Osterlauf - 28.32
- 1996:  Ko-Lauf Dusseldorf in Düsseldorf - 28.24
- 1997:  Paderborner Osterlauf - 28.36
- 1997:  Ko-Lauf Dusseldorf in Düsseldorf - 28.44
- 1998:  Paderborner Osterlauf - 28.35
- 1998:  Ko-Lauf in Düsseldorf - 28.13
- 2000:  Korschenbroicher Citylauf - 28.38
- 2000:  Paderborner Osterlauf - 28.54
- 2000:  Würzburger Residenzlauf - 28.57
- 2000:  Kö-Lauf in Düsseldorf - 28.38
- 2001: 4e Paderborner Osterlauf - 28.55
- 2001:  Kö-Lauf in Düsseldorf - 28.49
- 2001:  Oelder Citylauf - 28.59
- 2002:  Oelder Citylauf - 28.46
- 2003: 4e Oelder Citylauf - 29.26

### 10 Eng. mijl
- 1993:  Grand Prix von Bern - 48.17,8
- 1995:  Grand Prix von Bern - 48.55,6
- 1995:  Die Nacht von Borgholzhausen - 48.27
- 2001:  Schortenser Jever Funlauf - 47.04
- 2002:  Schortenser Jever Funlauf - 48.42,7

### halve marathon
- 1992:  halve marathon van Lissabon - 1:01.17
- 1992:  halve marathon van Milaan - 1:02.03
- 1992:  halve marathon van Gualtieri - 1:04.43
- 1993:  halve marathon van Lissabon - 1:00.35
- 1993:  Paderborner Osterlauf - 1:02.15
- 1994: 4e halve marathon van Lissabon - 1:01.58
- 1994:  halve marathon van Berlijn - 1:01.45
- 1994: 7e WK in Oslo - 1:01.26
- 1995:  Route du Vin - 1:00.26
- 1996:  WK in Palma de Mallorca - 1:02.00
- 1997:  halve marathon van Berlijn - 1:03.42
- 1997: 19e WK in Košice - 1:01.42
- 1998: 8e WK in Uster - 1:01.14
- 2002:  Paderborner Osterlauf - 1:02.39
- 2003:  Paderborner Osterlauf - 1:02.04

### 25 km
- 1993:  25 km van Berlijn - 1:14.25
- 1994:  25 km van Berlijn - 1:14.45

### marathon
- 1993: 8e marathon van Berlijn - 2:14.23
- 1995: 4e marathon van Hamburg - 2:12.53
- 1995: 5e marathon van Frankfurt - 2:15.26
- 1996: 13e OS - 2:16.31
- 1998:  marathon van Hamburg - 2:10.57
- 1998:  marathon van Frankfurt -  2:14.17
- 2000:  marathon van Hamburg - 2:12.22
- 2000: 9e OS - 2:14.19
- 2001: 8e marathon van Hamburg - 2:15.02
- 2001:  marathon van Keulen - 2:12.36
- 2002: 9e marathon van Hamburg - 2:12.46
- 2002:  marathon van Leipzig - 2:15.10
- 2003:  marathon van Hongkong - 2:18.11
- 2003:  marathon van Regensburg - 2:18.59

### veldlopen
- 1991: 39e WK (lange afstand) in Antwerpen - 35.13
- 1992: 40e WK (lange afstand) - 38.18
- 1992: 5e Amendoeiras em Flor in Albufeira - 29.35
- 1993: 18e WK in Amorebieta - 33.58
- 1994:  Eurocross in Diekirch - 30.51
- 1994: 41e WK in Boedapest - 36.10
- 1996:  Eurocross in Diekirch - 31.57
- 1997:  Zwickau Crosscountry - 30.45

### overige
- 2001:  Bietigheimer Silvesterloop
- 2000:  Luzerner Stadloop (8,9 km) - 24.46